# Muraltia angulosa
Muraltia angulosa là một loài thực vật có hoa trong họ Polygalaceae. Loài này được Turcz. mô tả khoa học đầu tiên năm 1854.